# Erich Böhme

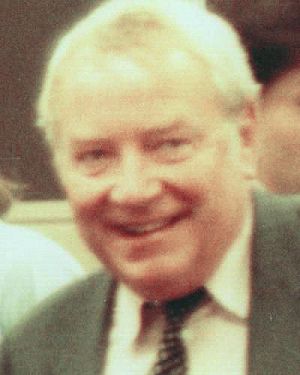
Erich Böhme, 1985 in Hamburg.

Erich Böhme (* 8. Februar 1930 in Frankfurt am Main; † 27. November 2009 in Bad Saarow) war ein deutscher Journalist und Fernsehmoderator.

## Ausbildung
Böhme wuchs in Frankfurt am Main auf. Nach der Schule studierte er dort Nationalökonomie und schloss als Diplom-Volkswirt ab.

## Journalismus
1953 begann er als Agenturjournalist bei den Vereinigten Wirtschaftsdiensten und wechselte dann zur in Stuttgart erscheinenden Deutschen Zeitung. Im Jahr 1958 ging er zum Nachrichtenmagazin Spiegel, bei dem er erst Wirtschaftskorrespondent in der damaligen Bundeshauptstadt Bonn und ab 1969 dortiger Büroleiter wurde. Böhme wurde 1973 Chefredakteur des Spiegels, als sein Freund und Vorgänger Günter Gaus in die Politik wechselte. Beim Spiegel verantwortete er auch die Berichterstattung über die Barschel-Affäre. Die Enthüllungen des damaligen Medienreferenten des Ministerpräsidenten Barschel, Reiner Pfeiffer, über die Manipulationen im schleswig-holsteinischen Landtagswahlkampf 1987 bezeichnete Böhme selbst als Höhepunkt seiner Karriere.
Am 30. Oktober 1989, kurz vor der Maueröffnung, veröffentlichte Böhme im Spiegel den Kommentar „Die Gelegenheit ist günstig“ mit dem Kernsatz: „Ich möchte nicht wiedervereinigt werden.“ Fünf Jahre später widerrief er dies mit den Worten: „Welcher Teufel mag mich geritten haben, als ich vor fünf Jahren im Spiegel schrieb ‚Ich möchte nicht wiedervereinigt werden‘?“
Nach mehreren Meinungsverschiedenheiten mit Rudolf Augstein verließ Böhme Ende 1989 – kurz vor seinem 60. Geburtstag – nach fast 17 Jahren als Chefredakteur den Spiegel. Ab November 1990 war er vier Jahre als Herausgeber der von Gruner + Jahr und Robert Maxwell verlegten Berliner Zeitung tätig. Ebenfalls ab 1990 moderierte er achteinhalb Jahre die Polit-Talkshow Talk im Turm bei Sat.1. Ab Ende 1997 moderierte Böhme bei n-tv zusammen mit Heinz Eggert den Grünen Salon, eine wöchentliche Talk-Reihe mit Gästen aus Politik, Wirtschaft und Kultur, bevor er mit dem Talk in Berlin zu seinem anfänglichen TV-Format zurückkehrte. Am 27. Februar 2007 moderierte Böhme als Vertretung für Sandra Maischberger, die eine mehrwöchige Babypause machte, die Sendung Menschen bei Maischberger. Auch nach seiner Zeit als Herausgeber der Berliner Zeitung war er noch als Printjournalist tätig. Er schrieb Kolumnen unter anderem für die Berliner Zeitung, die Münchner Abendzeitung und die Sächsische Zeitung.

Von Mitte 1990 bis 1993 gehörte Böhme dem Beirat der gemeinnützigen Bertelsmann Stiftung an.

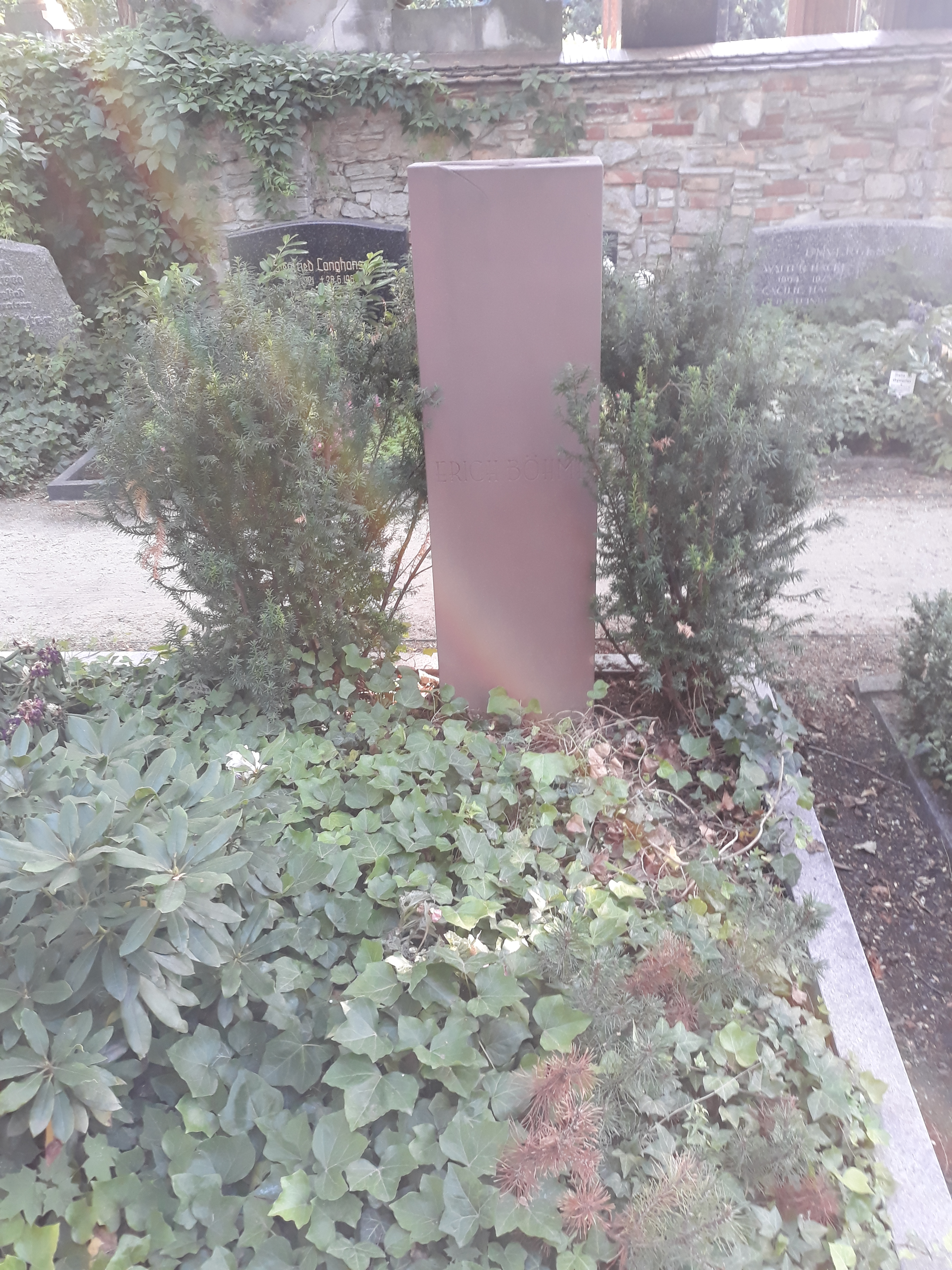
Das Grab von Erich Böhme auf dem Französischen Friedhof I in Berlin.

## Privates
Böhme war in zweiter Ehe mit der ehemaligen Spiegel-Kulturredakteurin und späteren Literaturagentin Monica Vogelgsang († 1990), in dritter Ehe mit deren Nichte, der Modedesignerin Daniela Vogelgsang, verheiratet. Seit August 2004 war die frühere DDR-Nachrichtensprecherin Angelika Unterlauf seine vierte Ehefrau. Mit ihr wohnte er zuletzt in Worin im märkischen Oderland. 
Am 27. November 2009 verstarb Böhme an den Folgen einer langjährigen Krebserkrankung. Mit einer Trauerfeier in der Berliner Gedächtniskirche am 14. Dezember 2009 nahmen Familie, Freunde und Vertreter von Politik sowie Medien Abschied von Erich Böhme. Der frühere Außenminister Joschka Fischer würdigte Böhme als „lebendiges Geschichtsbuch der alten Bundesrepublik“. Journalismus sei für ihn Verteidigung der Demokratie gewesen. Seine Grabstätte befindet sich auf dem Französischen Friedhof in Berlin.

## Ehrungen
- 1991: Bayerischer Fernsehpreis
- 1994: „Goldene Kamera“ der Zeitschrift Hörzu